# アラン・ヘイル・Jr
アラン・ヘイル・Jr（Alan Hale Jr., 1921年3月8日 - 1990年1月2日）は、アメリカ合衆国カリフォルニア州ロサンゼルス出身の俳優である。

## 出演作品

### 映画
- ザ・7 エンジェルズ
- ジャイアント・スパイダー/大襲来（保安官）
- 無法の王者ジェシイ・ジェイムス（コール・ヤンガー）
- 怒りの塔
- ヤング・アット・ハート
- ザ・ビッグ・ツリー
- スプリングフィールド銃
- ふるさと物語
- 復讐の二挺拳銃
- 春の珍事
- ハンボーン
- トリポリ魂　海兵隊よ永遠なれ
- 奴らを高く吊るせ!

### テレビシリーズ
- ギリガン君SOS（船長）